# Plouguin
 Plouguin  (en bretón Plougin) es una población y comuna francesa, situada en la región de Bretaña, departamento de Finisterre, en el distrito de Brest y cantón de Ploudalmézeau.

## Demografía
| 1549 | 1418 | 1373 | 1920 | 2060 | 1955 |
| Para los censos de 1962 a 1999 la población legal corresponde a la población sin duplicidades (Fuente: INSEE [Consultar]) |      |      |      |      |      |